# Исидор (митрополит Киевский)
Иси́дор Ки́евский (греч.  Ἰσίδωρος τοῦ Κιέβου, лат.  Isidorus Kioviensis; между 1385—1390, Монемвасия — 27 апреля 1463, Рим) — митрополит Киевский и всея Руси (ок. 1436 — апрель 1458), местоблюститель апостольского престола патриарха Антиохийского Дорофея (1439), папский легат Евгения IV на землях Руси, Литвы, Польши и Ливонии (с 16 сентября 1439), кардинал-пресвитер (с 18 декабря 1439) с титулом Санти-Марчеллино-э-Пьетро (с 8 января 1440), камерленго Священной коллегии кардиналов (1450—1451), кардинал-епископ субурбикарной кафедры Сабины (с 7 февраля 1451), Апостольский администратор епархии Червиа (10 июня 1451 — 15 марта 1455), легат Николая V в Константинополе (1452), архиепископ Никосии (10 мая 1456 — 27 апреля 1463), апостольский администратор архиепархии Корфу с 1458 по 1459 год, титулярный патриарх Константинопольский (20 апреля 1458 — 27 апреля 1463), декан Священной коллегии кардиналов (8 октября 1461 — 27 апреля 1463), гуманист, богослов, участник Ферраро-Флорентийского собора, активный сторонник унии с Римской католической церковью.
Действия Исидора, направленные на утверждение неприемлемой для князя Василия II Флорентийской унии, стали одной из основных причин фактического провозглашения в 1448 году автокефалии Московской митрополии.

## Биография

### Образование
По происхождению грек. В начале XV века учился в Константинополе, был знаком с Мануилом Хрисолорой, Гуарино да Верона, встречался с Николаем Кузанским. Переписывал книги и делал выписки из сочинений античных авторов, интересовался различными сторонами гуманитарного и естественнонаучного знания: трудами античных философов и историков, риториками, пособиями по древнегреческому языку и грамматике, сочинениями по астрономии, прикладной химии и медицине. Письменно благодарил Мануила II Палеолога за его возвращение из поездки по Европе, за возобновление деятельности школ, закрытых во время первой осады Константинополя турками (1396—1402), сообщал о нехватке преподавателей.

### Монашество
Около 1410 года уехал из Константинополя в Монемвасию, принял монашество в монастыре Архистратига Михаила и всех ангелов. В Мистре познакомился с выдающимся учёным того времени Георгием Гемистом Плифоном. С Пелопоннеса писал письма императору Мануилу II Палеологу, деспоту Феодору II Палеологу, митрополитам Фотию Киевскому и Неофиту Мидийскому, итальянскому гуманисту Гуарино да Верона и др. В 1420-х годах произносил речи в честь молодого императора Иоанна Палеолога. На основе исторических свидетельств составил 2 записки о сущности спора Монемвасийской митрополии с Коринфом. Эти записки помогли императорскому суду прекратить спор и подтвердить прежние привилегии Монемвасии. В 1429 году в Константинополе произнес перед императором Иоанном VIII Палеологом свой знаменитый панегирик. Осенью 1429 года был в Сиракузах на Сицилии. В апреле 1430 был опять на Пелопоннесе, затем переехал в Константинополь. Стал одним из членов круга придворных политиков, в 1433 году именовался кафигуменом императорского монастыря великомученика Димитрия Солунского. Считался одним из наиболее учёных представителей столичного духовенства.

### Дипломатическая деятельность
15 октября 1433 назначен членом дипломатического представительства Иоанна VIII Палеолога на Базельский собор, куда отправился в январе 1434 через Валахию и Венгрию. Недалеко от Тисы послы были ограблены вооружёнными людьми бана Яноша Мароти. Летом 1434 года прибыл в Буду, нанёс визит Эстергомскому архиепископу. 24 июня прибыл в Ульм, передал императору Священной Римской империи Сигизмунду два письма от византийского императора и произнёс приветственную речь, в которой призвал Сигизмунда приложить все силы для объединения христиан против мусульманской агрессии. 12 июля 1434 прибыл в Базель, 24 июля на официальном приёме византийских послов, выслушав речь кардинала Джулиано Чезарини, произнёс ответную речь, в которой тоже коснулся ряда проблем в отношениях между церквями, напомнил о единстве «священного Тела Церкви» и сказал о возможности сохранить здоровье этого тела, ещё не имеющего столь глубокой раны, чтобы члены отпадали от тела.

### Руководство Киевской митрополией

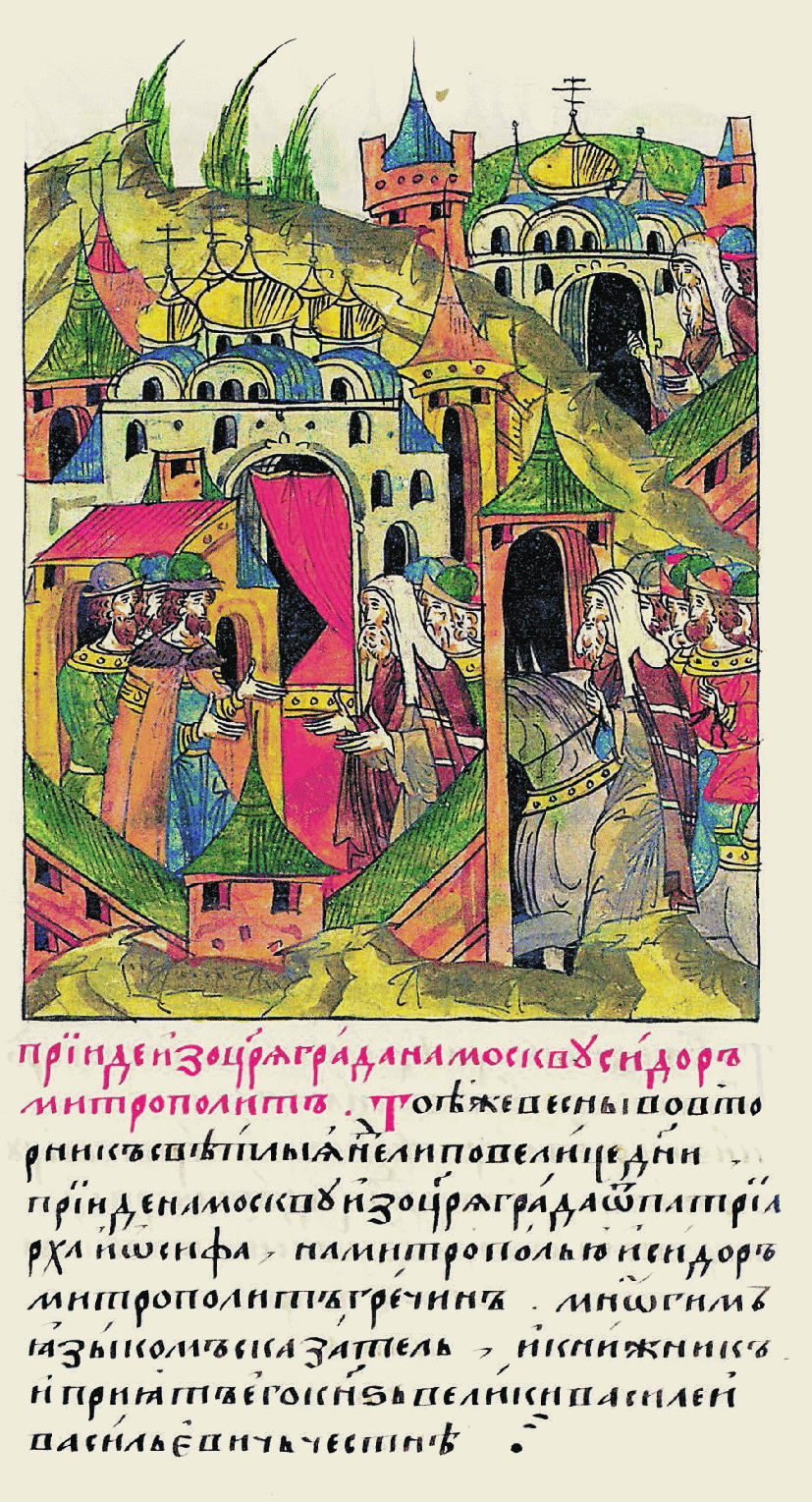
Василий II Темный принимает Исидора в Москве

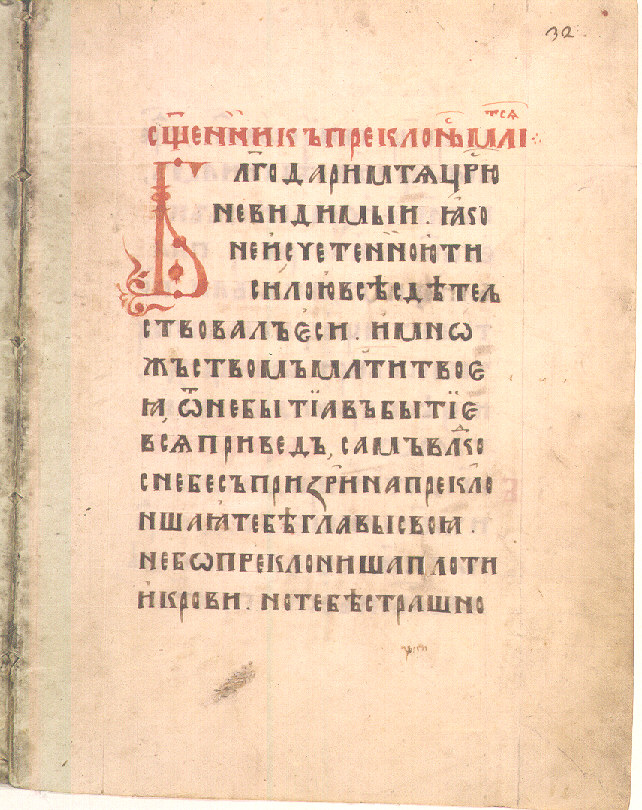
Ватиканский служебник Исидора

После возвращения с Базельского собора и получения известия о смерти митрополита Герасима (1435), был рукоположён в епископский сан и поставлен на Киевский престол для руководства епископами Черниговской, Полоцкой, Владимирской, Турово-Пинской, Смоленской, Галицкой, Перемышльской, Холмской, Луцкой и Брянской епархий (в Польше и Литве), Новгородской, Тверской и Рязанской епархий (в Новгородской республике, Великом княжестве Тверском и Великом княжестве Рязанском), Ростовской, Владимиро-Суздальской, Коломенской, Пермской епархий (в Великом княжестве Московском). 2 апреля 1437 с ближайшим помощником монахом Григорием и двадцатью девятью родственниками в сопровождении Николая Гуделиса (императорского посла и посла великого князя) и рязанского епископа Ионы прибыл в Москву.
Избранный Московским князем кандидат в митрополиты епископ Рязанский Иона был вынужден довольствоваться обещанием, что будет поставлен на престол после Исидора. Причиной поспешного поставления Исидора была необходимость обеспечить поддержку Киевской Митрополии и Московского князя проведению Флорентийского собора.
В Москве был неприязненно встречен великим князем московским Василием II Тёмным, как поставленный против его воли. Будучи опытным дипломатом, сумел убедить великого князя в необходимости созыва нового Вселенского собора, на котором бы православные убедили католиков (латинян) отказаться от догматических нововведений, что послужило бы спасению Византии и Греческой Церкви.
Получив от Василия II деньги и 100 человек свиты, 8 сентября 1437 года выехал из Москвы на Собор в Западную Европу. 14—23 сентября был в Твери (где с честью был встречен князем Борисом Александровичем и епископом Илиёй), 7—14 октября в Новгороде (был ещё перед Новгородом встречен с великой честью архиепископом Евфимием и посадниками), 6 декабря — 24 января в Пскове (где почтён и служил обедню в Троицком соборе), затем в Юрьеве (где наряду с католическими храмами были две православные церкви), Володимере (где встречался с архиепископом Тимофеем и архимандритом Захарией). 4 февраля 1438 прибыл в Ригу. 7 мая отплыл на корабле в Любек вместе с епископом Суздальским Авраамием, тверским послом Фомой Матвеевичем, архимандритом Вассианом и неизвестным по имени автором Хождения на Флорентийский собор (митрополичий конный обоз ехал из Риги в Любек через Куршскую, Жемойтскую, Прусскую, Поморскую, Штральзундскую и Висмарскую земли). Греческая делегация 20 дней находилась в Венеции и в конце февраля приняла решение проводить Вселенский собор не в Базеле (500 км от Венеции), а в Ферраре (100 км от Венеции). Исидор 6 июня во главе русской делегации выехал из Любека и 18 августа прибыл в Феррару. Подарил Евгению IV саккос со сценами из византийской иконографии (хранится в сокровищнице Святого Петра в Ватикане).

### Участие в Ферраро-Флорентийском соборе

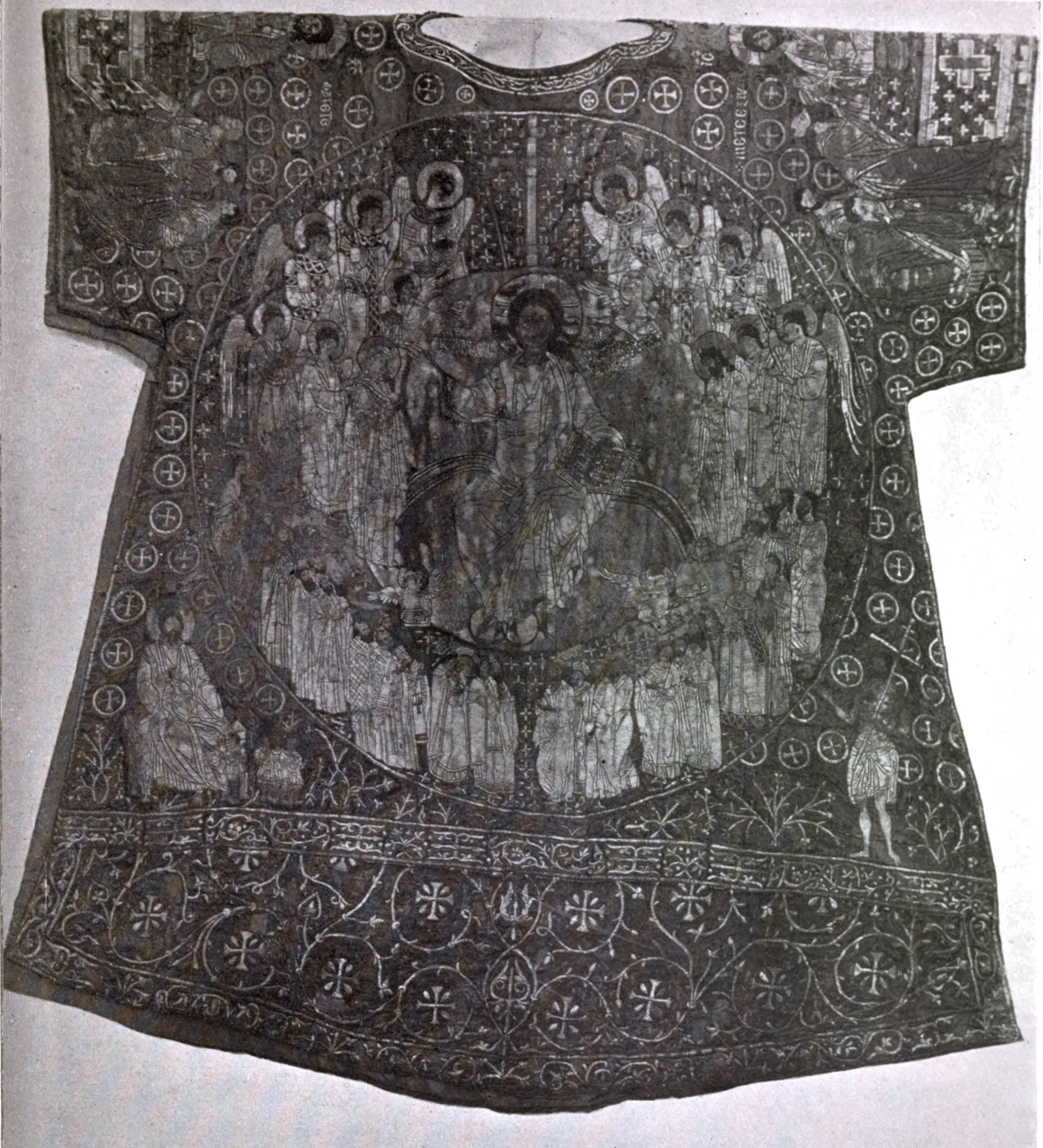
Саккос Исидора, дар папе Евгению IV

На соборе активно способствовал заключению унии с Римом. 5 июля 1439 года поставил свою подпись митрополита Киевского и всея Руси и местоблюстителя апостольского престола святейшего патриарха Антиохийского под Соборным определением после автократора ромеев Иоанна Палеолога и двух представителей патриарха Александрийского.
Греческое духовенство признавало главенство Римского папы и основные латинские догматы, император и духовенство надеялись получить от Запада право на автономное самоуправление и проведение богослужений по византийскому обряду. Митрополит Исидор был одним из главных участников собора и сторонников унии, которая оказалась впоследствии малорезультативной: простой народ и духовенство не приняли её. В Византии сторонниками унии, по политическим мотивам, оставались только двор императора и назначенный им Патриарх.
Другой причиной безрезультатности унии было то, что её провозгласил Флорентийский собор под руководством папы Евгения IV, власть которого не признавали многие государи Европы, сторонники Базельского собора и избранного им антипапы Феликса V. Не признавали власти Евгения и в Речи Посполитой, в состав которой входила западная часть Киевской Митрополии.

### Деятельность в католической церкви
6 сентября 1439 года во главе русской делегации покинул Флоренцию, 15 сентября был в Венеции, 16 сентября назначен легатом Евгения IV для Польши, Литвы и Ливонии.
За заслуги в деле унии папой Евгением IV 18 декабря 1439 года Исидор был возведён в сан кардинала Римской церкви с титулом Санти-Марчеллино-э-Пьетро с присвоением звания легата для провинций Литвы, Ливонии, Всея Руси и Польши (Галиции).
22 декабря с охранной грамотой Евгения IV отплыл из Венеции в Полу. 8 января 1440 года ему был присвоен кардинальский титул Святых Марцеллина и Петра. От Полы поехал на конях через Хорватию и в начале весны 1440 года прибыл в Буду, где 5 марта написал христианам Польши, Литвы и Ливонии окружное послание, в котором сообщил о восстановлении единства Церкви и равноправии католического и православного обрядов. В конце марта прибыл в Краков. Встречался с сыновьями Софьи Гольшанской — польским королём Владиславом III и его братом Казимиром (после этой встречи 12-летний Казимир 29 июня был объявлен Великим князем Литовским, а 15-летний Владислав 17 июля стал и венгерским королём, вскоре начав борьбу с Османской империей). Был любезно принят епископом Збигневом Олесницким, возведённым в кардинальский сан, как и Исидор, 18 декабря 1439 года. В Краковском университете выслушал речь Яна Эльгота (доверенного представителя Збигнева Олесницкого), приветствовавшего заключённый с греками союз. Из Кракова через Перемышль и Львов приехал в Галич, затем вернулся во Львов и через Белз прибыл в Холм, где написал Послание правителям западнорусского города Холма в защиту земельных интересов священника Вавилы. Из Холма через Брест, Волковыск и Тракай 14 августа прибыл в Вильну, где постарался поддержать православных, но католический епископ Виленский Матей не разрешил легату папы Евгения IV предпринимать какие-либо действия в своём диоцезе.
19 марта 1441 года приехал в Москву и передал Василию II послание Евгения IV, содержавшее просьбу помогать митрополиту в воссоединении Католической и Русской церквей. Во время архиерейского богослужения в Успенском соборе митрополит помянул предстоятелей в соответствии с порядком церковной пентархии — папу Римского Евгения, патриарха Константинопольского Митрофана, папу Александрийского Филофея, патриархов Антиохийского Дорофея и Иерусалимского Иоакима. Затем Исидор прочёл с амвона Соборное определение Ферраро-Флорентийского собора.
Через три дня был взят под стражу по указу великого князя и заключён в Чудов монастырь. Осуждён на Соборе русского духовенства, при этом отказался от покаяния и отречения от унии. В сентябре 1441 года, очевидно с ведома Василия II, бежал в Тверь, в начале 1442 года прибыл в Литву, к 22 марта 1443 года перебрался в Буду, где 23 марта молодой король Польши и Венгрии Владислав III Варненьчик издал привилей с подтверждением равенства прав и свобод православных и католических церквей в королевских владениях.
В конце 1445 года был в Риме, 22 декабря уехал в Византию, в мае — октябре 1446 года находился в Константинополе, где, будучи митрополитом Киевским и всея Руси, поставил Даниила во епископа Владимирского. 12 февраля 1448 года вернулся в Рим. В течение года (1450—1451) управлял всей собственностью, сборами, средствами и доходами Священной коллегии кардиналов.
7 февраля 1451 года удостоен сана кардинала-епископа Сабины. С июня 1451 года был Апостольским администратором епархии Червиа. 27 октября 1451 года участвовал в тайной консистории. В мае 1452 года как легат папы Николая V отбыл в Константинополь. Во главе отряда в 200 солдат в ноябре прибыл в окружённый турками город.
12 декабря в соборе Святой Софии, в присутствии императора, епископата и мирян провозгласил о союзе Римско-католической и Православной церквей. В мае 1453 года участвовал в обороне Константинополя, был пленён, но избежал смерти, так как султану были представлены останки чужого трупа в кардинальском облачении. Оставаясь неопознанным, был отправлен в Малую Азию со многими незначащими заключёнными. Смог бежать, достиг Пелопоннеса, в ноябре 1454 года прибыл в Венецию, затем в Рим. В 1455 году участвовал в выборах папы римского. В марте 1455 года ушёл в отставку с должности Апостольского администратора Червии, в мае 1456-го стал архиепископом Никосии на Кипре. 20 апреля 1458 года получил титулярный сан патриарха Константинопольского. В августе 1458-го снова участвовал в выборах папы римского, а в октябре передал власть над митрополией Киевской и всея Руси своему ученику Григорию (Болгарину), впоследствии отрекшемуся от унии и вернувшемуся в подчинение патриарху Константинопольскому. 8 октября 1461 года стал деканом Священной коллегии кардиналов.
Умер в Риме 27 апреля 1463 года, похоронен в соборе Святого Петра.

## Историография
Биография Исидора описана в научных и публицистических работах.
«В российской историографической литературе митрополит Исидор не пользуется почётом ни с точки зрения общественной популярности, ни с точки зрения положительного оценивания его короткой деятельности в Московском государстве. Большинство сочинений о нём носят тенденциозный характер и написаны его противниками».
Оценки Исидора и результатов его деятельности связаны с конфессиональным отношением к Ферраро-Флорентийскому собору (римо-католики считают этот собор Вселенским, а православные не признают, пренебрежительно называя униатским; соответственно те и другие относятся к Исидору).
«Рассказы о пребывании Исидора на Руси, составленные при его преемнике митрополите Ионе, отражают тенденции более позднего периода, когда русская церковь порвала связи с Константинополем. Судя по новгородским, псковским и наиболее ранним общерусским летописным сводам назначение Исидора не вызвало первоначально никаких возражений со стороны Василия II и других русских князей».
Много исследований посвящено библиотеке Исидора. До нашего времени дошло около 160 рукописных сборников, которые читал Исидор: 74 из них были частью его личной библиотеки, 5 рукописей он приобрёл в Москве, 52 греческие рукописи он взял в 1455 году в личное пользование из библиотеки папы Каликста III, ещё о 30 рукописях известно из его упоминаний в своих сочинениях.

## Сочинения
- Экономий императору Мануилу II Палеологу. Изд.: Polemis I. D. Two praises of the emperor Manuel II Palaiologos. Problems of authorship // BZ. 2010. Bd. 103. S. 707—710.
- 14 писем Исидора Пелопоннесского периода (к императору Мануилу II Палеологу, итальянскому гуманисту Гуарино да Верона, Иоанну Хортазмену, Киевскому митрополиту Фотию, Мидийскому митрополиту Неофиту, деспоту Феодору II Палеологу, Мануилу Хрисолору (или Николаю Эвдемоноиоанну), сакелларию Михаилу). Изд.: Ep. 1—6: Analecta Byzantino-Russica / Ed. W. Regel. Petropoli, 1891. P. 59—71 (предисловие В. Э. Регеля к изданию — p. XLI—L); Ep. 7—10: Ziegler A. W. Vier bisher nicht veröffentlichte griechische Briefe Isidors von Kijev // BZ. 1951. Vol. 4. S. 570—577; Ep. 11—14: Ziegler A. W. Die restlichen vier unveröffentlichten Briefe Isidors von Kijev // Orientalia Christiana Periodica. 1952. Vol. 18. S. 138—142.
- Панегирик. 1429. Изд.: Άνωνύμου πανηγυρικòς εἰς Μανουήλ καὶ Ίωάννην Η΄ Παλαιολόγους // Λαμπρός Σ. Παλαιολόγεια καὶ Πελοποννησιακά. Άθήναι, 1926. Τ. 3. Σ. 132—199.
- Приветственная речь на приёме у императора Сигизмунда 24 июня 1434 года. Изд.: Hunger H., Vurm H. Isidoros von Kiev, Begrüsungsansprache an Kaiser Sigismund (Ulm, 24. Juni 1434) // Römische historische Mitteilungen. Bd. 38. 1996. S. 143—180.
- Речь на Базельском Соборе 24 июля 1434 года. Изд.: Λαμπρός Σ. Παλαιολόγεια καὶ Πελοποννησιακά. Τ. 1. Άθήναι, 1913. Σ. 3—14; латинский пер. см.: Cecconi E. Studi storici sul concilio di Firenze. Firenze, 1869. Bd. I. № XXIX. P. LXXX—LXXXVII.
- Окружное послание митрополита Исидора. Буда, 5 марта 1440 г. Изд.: РГАДА. Ф. 196.Собрание Ф. Ф. Мазурина. Оп. 1. № 1530. Воскресенская летопись (2-я пол. XVI в.). Л. 536—537 (описание рукописи: Левина С. А. Списки Воскресенской летописи // Летописи и хроники 1984. М., 1984. С. 57—58).
- Послание правителям западнорусского города Холма в защиту земельных интересов священника Вавилы. 1440 г. Изд.: Бодянский О. М. О поисках монускриптов в Познанской библиотеке // Чтения в Обществе истории и древностей российских. — М., 1846, январь, № 1, отд. 1, с. 12—16.
- История добавления к символу. // Sermones inter Concilium florentinum conscripti / Isidorus. Memoria de additone ad symbolum / Iuliani Cesarini. — Roma, 1971.
- Документы (Scripti. Isidorus, Thessalonicensis Metropolita). Изд.: Patrologiæ Græcæ Cursus Completus 139. Tomus prior. 1865. S. 9—164.
- Письма (Epistolæ historicæ Isidorus, S.R.E. Cardinalis, Ruthenorum Episcopus). Изд.: Patrologiæ Græcæ Cursus Completus 159. 1866.S. 943—956.
- Сочинения Исидора кардинала Русского. Изд.: Scritti d’Isidoro il cardinale Ruteno [Texte imprimé] : e codici a lui appartenuti che si conservano nella Biblioteca apostolica vaticana / Giovanni Mercati / Roma : Biblioteca apostolica vaticana , 1926.